# Sarandaporos
Der Sarandaporos (griechisch Σαραντάπορος (m. sg.)) ist ein Fluss in den griechischen Regionen Epirus und Westmakedonien.

## Geographie
Der Sarandaporos hat eine Länge von etwa 50 km. Die Quelle entspringt am Berg Mavri Petra (Μαύρη Πέτρα) auf einer Höhe von 1.500 m über dem Meer, im Gebirge des Grammos und mündet als rechter Zufluss in den Aoos. Die letzten 10 km des Flusslaufs bilden bis in die Nähe der Zollstation Mertzianis (Μέρτζιανης) die griechisch-albanische Grenze. Von da fließen die Wasser weiter nach Albanien und ergießen sich letztlich in die Adria. Das Einzugsgebiet umfasst ca. 870 km² und die durchschnittliche Abflussmenge 6,9 m³/s. Der Fluss führt die Wasser von Bächen zusammen, die aus der Südflanke des Grammos und aus der Westflanke des Smolikas und des Voios kommen. Dazu nimmt er noch den Vourkopotamos (Βουρκοπόταμος) auf, der ihm bei Agia Paraskevi (Αγία Παρασκευή), Kerasovo (Κεράσοβο) zufließt. Der Sarandaporos trennt mit seinem Tal den Smolikas vom benachbarten Grammos-Massiv im Nordwesten unmittelbar an der albanischen Grenze. Nach Norden hin trennt das Sarandaporos-Tal den Smolikas vom Massiv des Kato Arena und Epano Arena. Eine der bemerkenswertesten Brücken ist die zweibogige Brücke zwischen den Orten Drosopigi (Δροσοπηγή) und Plagia (Πλαγιά), diese Brücke wurde 1747 erbaut.
Arrenes (Αρρένες, zu Nestorio), und Mastorochoria in der Gemeinde Konitsa sind die Gemeindebezirke, die der Sarandaporos auf griechischer Seite durchquert. Auf albanischem Gebiet verläuft er auf dem Gebiet der Gemeinden Kolonja und Përmet südlich von Leskovik und Çarçova.